# Roldán sin miedo
Roldán sin miedo fue una serie de historietas creada por el guionista Víctor Mora y el dibujante Adolfo Usero para la revista "DDT" de Editorial Bruguera en 1972.

## Trayectoria editorial
Roldán sin miedo forma parte de las nuevas series de grafismo realista que Bruguera encargó entonces a dibujantes de prestigio (Bielsa, Borrell, Buylla, Cuyás, Edmond), lo que desató cierto optimismo en el sector.
Se recopiló en el seno de la "Colección Grandes Aventuras Juveniles" (1971), que compartía con otras series de grafismo realista de la casa: Astroman, Aventura en el fondo del mar, El Corsario de Hierro, Dani Futuro, El Sheriff King y Supernova.